# Riviersonderend
Riviersonderend település a Dél-afrikai Köztársaságban, Western Cape tartományban, az Overberg régióban fekszik, 140 kilométernyire a fővárostól, Fokvárostól. A település lakossága mintegy 5 200 fő. A település a Sonderend-folyóról kapta nevét és annak egy kanyarulatánál fekszik. Az N2-es főútvonal a településen keresztül halad el, egyúttal annak főutcáját is képezi. Közúton a főváros belső kerületei mintegy 161 kilométernyire találhatóak.

## Története
A települést 1923-ban alapították, amikor Edith S V McIntyre eladta a gazdaságát Tierhoeket a helyi holland reformárus egyházi tanácsnak 6000 dél-afrikai fontért. Első neve a holland Rivier Zonder End, azaz vég nélküli folyó volt, melyet később változtattak meg afrikaansra: Riviersonderend alakban.

## Fordítás
Ez a szócikk részben vagy egészben  a   Riviersonderend című angol Wikipédia-szócikk ezen változatának fordításán alapul.  Az eredeti cikk szerkesztőit annak laptörténete sorolja fel. Ez a jelzés csupán a megfogalmazás eredetét és a szerzői jogokat jelzi, nem szolgál a cikkben szereplő információk forrásmegjelöléseként.